# 9599 Онотомоко
9599 Онотомоко (9599 Onotomoko) — астероїд головного поясу, відкритий 29 жовтня 1991 року.
Тіссеранів параметр щодо Юпітера — 3,590.
Названо на честь Оно Томоко (яп. おの・ともこ(小野智子) оно томоко)